# Songololo (territoire)
Le Territoire de Songololo est une subdivision administrative de la province du Kongo central en république démocratique du Congo. Il a pour chef-lieu Songololo, et abrite également la localité de Kimpese.

## Géographie
Le territoire s'étend à l'est de la ville de Matadi, de la rive gauche du fleuve Congo au nord à la frontière angolaise au sud.

## Communes
Le territoire compte 2 communes rurales de moins de 80 000 électeurs.
- Kimpese, (7 conseillers municipaux)
- Songololo, (7 conseillers municipaux).

## Secteurs
Le territoire de Songololo est organisé en 5 secteurs. Les cinq secteurs sont divisés en 13 groupements.
- Bamboma, constitué de 3 groupements : Mbanza-Manteke, Mbanza-Nkazi et Ngombe.
- Kimpese, constitué de 2 groupements : Kimpese et Mbemba.
- Luima, constitué de 3 groupements : Kimpete, Kongo-Songololo et Ngombe Makulukulu.
- Palabala, constitué de 2 groupements : Kongo-Dia-Lemba et Palabala.
- Wombo, constitué de 3 groupements : Kasi, Mukimbungu et Niembe.

## Population
La population du territoire compte six tribus principales appartenant à l'ethnie Bakongo : Bamboma, Bandibu, Manianga.

## Tourisme
- Chutes de Vampa (Kimpese)[4]